# Gabriel Casas
Gabriel Casas y Galobardes (Barcelona, 21 de diciembre de 1892-14 de noviembre de 1973) fue un fotógrafo español. Fue uno de los fotógrafos españoles más importantes del periodo de entreguerras, a pesar de que su figura es poco conocida. El Museo Nacional de Arte de Cataluña  realizó una exposición retrospectiva en 2015.

## Biografía
Se inició desde joven en el mundo de la fotografía, que conocía por tradición familiar. Fue discípulo de Roberto Areñas y Antoni Campañà. Después de una estancia en Uruguay y Argentina, donde trabajó en casa de un retratista, en 1917 volvió a Barcelona donde en 1922 abrió su propio estudio fotográfico. Hombre inquieto, se interesó rápidamente por las posibilidades que ofrecía el fotoperiodismo, en el cual se inició como fotógrafo deportivo. Entre 1929 y 1939 produjo un gran número de reportajes diversos que se publicaron en revistas y diarios cómo: El Deporte Catalán, Diario Oficial de la Exposición Internacional de Barcelona, Barcelona Gráfica, La Rambla, Mirador, Imágenes, de Aquí y de Allá, La Vanguardia, S'Agaró y otros. Trabajó como cartelista en diferentes concejalías del Ayuntamiento de Barcelona y para diferentes departamentos de la Generalidad de Cataluña, entre ellos el Comisariado de Propaganda. Al trabajar en el área de propaganda, finalizada la guerra fue perseguido y encarcelado y posteriormente se dedicó a la fotografía industrial y publicitaria, al no permitírsele otros géneros fotográficos.

## Obra
Gabriel Casas fue uno de los primeros fotógrafos españoles que adoptaron el lenguaje de la Nueva Visión para crear nuevas narrativas visuales, junto a otros como Nicolás de Lekuona y Eduardo Westerdahl. Empleó con frecuencia el fotomontaje para ilustrar revistas, libros y también para la creación de carteles propagandísticos. Su manera de acercarse a los temas sociales y políticos del momento renovó la información visual con la utilización de fotomontajes, puntos de vista inusuales, la fragmentación, la magnificación, la repetición de elementos y la abstracción. Sus innovadoras fotografías se publicaron en revistas como Barcelona Gráfica, Imágenes o De Aquí y de Allá, entre otros.
Su fondo personal se conserva en el Archivo Nacional de Cataluña. En el Museo Reina Sofía también se conserva alguna fotografía suya.

## Exposiciones
El MNAC preparó una gran exposición retrospectiva en 2015. Esta exposición reunió unas 120 imágenes, la primera monografía que se realiza de la obra de Gabriel Casas y permitió ofrecer una visión amplia y contextualizada de uno de los momentos más importantes de su producción fotográfica, desde la inauguración de la Exposición internacional de Barcelona en 1929 hasta el final de la Guerra Civil Española en 1939. En esta época, en Barcelona, como en gran parte de Europa, la fotografía moderna estuvo vinculada a una nueva concepción artística que promovió la utilización de nuevos medios como por ejemplo el diseño gráfico y la publicidad. 
La exposición desplegó una serie de ámbitos conceptuales que conectaban a Gabriel Casas con la nueva fotografía, con los temas de la modernidad y con las preocupaciones sociales y políticas de su tiempo. Además de las fotografías, la exposición presentó diferentes materiales documentales como por ejemplo revistas, portadas de libros, carteles o folletos, que fueron los espacios que el fotógrafo usó habitualmente como plataforma de difusión de sus trabajos.

## Fondo personal
El fondo Casas se ha conservado en las diferentes sedes del estudio del autor. En primer lugar en la calle Escudillers, 5, después en Zurbano 3, desde allí a su domicilio privado y en un almacén que le facilitó la Oficina de Turismo, en la calle Bailén 21, al ser confiscado el estudio por la FAI. Allí trabajó hasta 1939, finalizada la guerra lo sustituyó por el taller del escultor Miquel Tabicas en la calle Sant Pere más Alto, 43, donde conservó el resto del archivo después de haber sufrido confiscaciones y traslados. Este fue el último destino incluso después de traspasar el local al artista Robert Llimós. Buena parte del fondo (la mayor parte de las placas de vidrio conservadas), permanecieron en estas instalaciones y desde allí ingresaron en el Archivo Nacional de Cataluña.
Constituyen el fondo más de 20.000 imágenes (positivos y negativos), parte importante de toda la producción del autor, que han sido conservadas por la familia así como por Robert Llimós. La parte restante se perdió durante los diferentes traslados que sufrió el fondo así como durante la guerra civil y al finalizar ésta cuando fueron decomisadas un gran número de fotografías.